# 磨坊路 (剑桥)

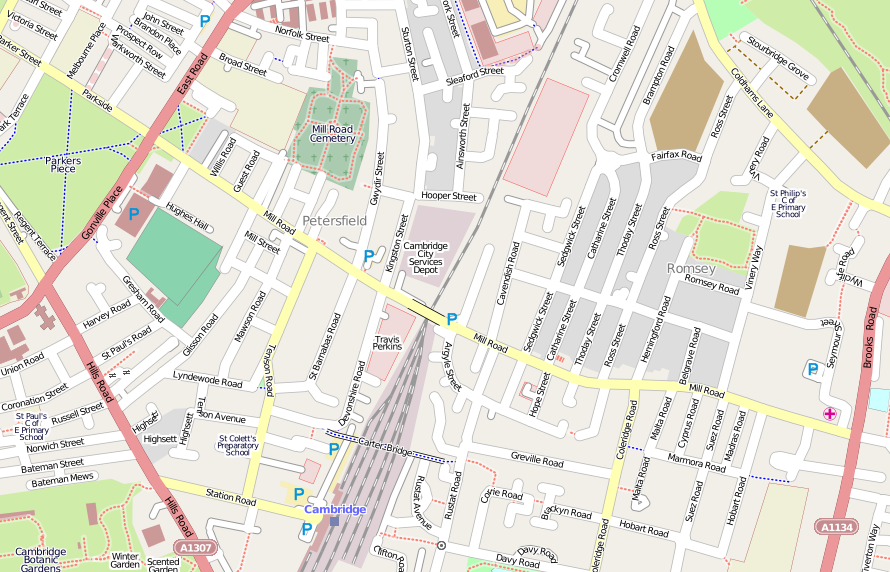
剑桥磨坊路地区地图

磨坊路（Mill Road）是英国剑桥东南部的一条街道。它始于帕克公园附近，冈维尔坊（Gonville Place）、东马路（East Road）和Parkside交界处，向东南延伸，穿越铁路线，连接该市的环路（A1134公路）。
这是一条繁忙的、国际化的街道，拥有许多独立的店铺、教堂，一座印度教寺庙和一座清真寺。
在磨坊路西北端，是剑桥大学休斯学堂，剑桥大学的学院之一。休斯学堂的后面是芬纳板球场，北面是安格里亚鲁斯金大学，前身是剑桥郡艺术与技术学院（CCAT）。

磨坊路
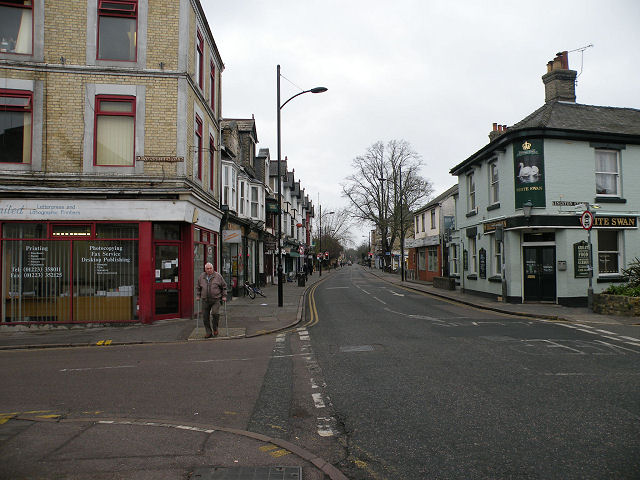
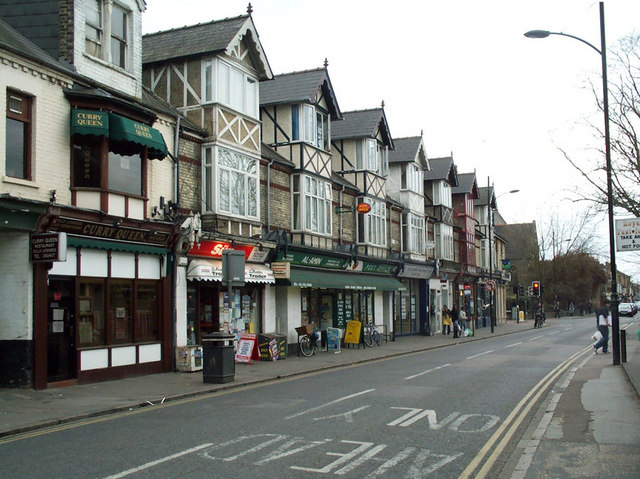
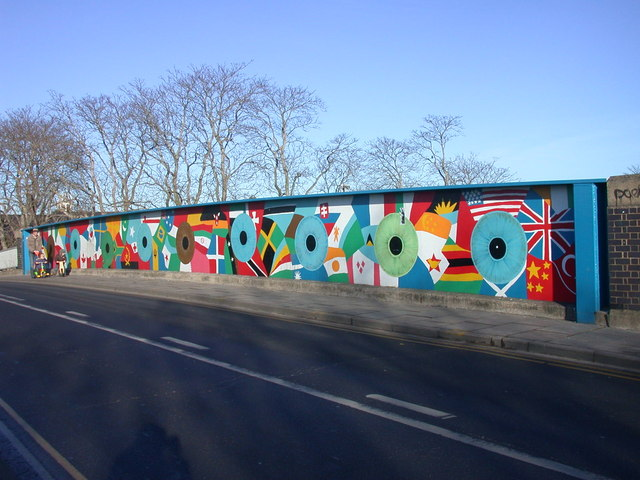
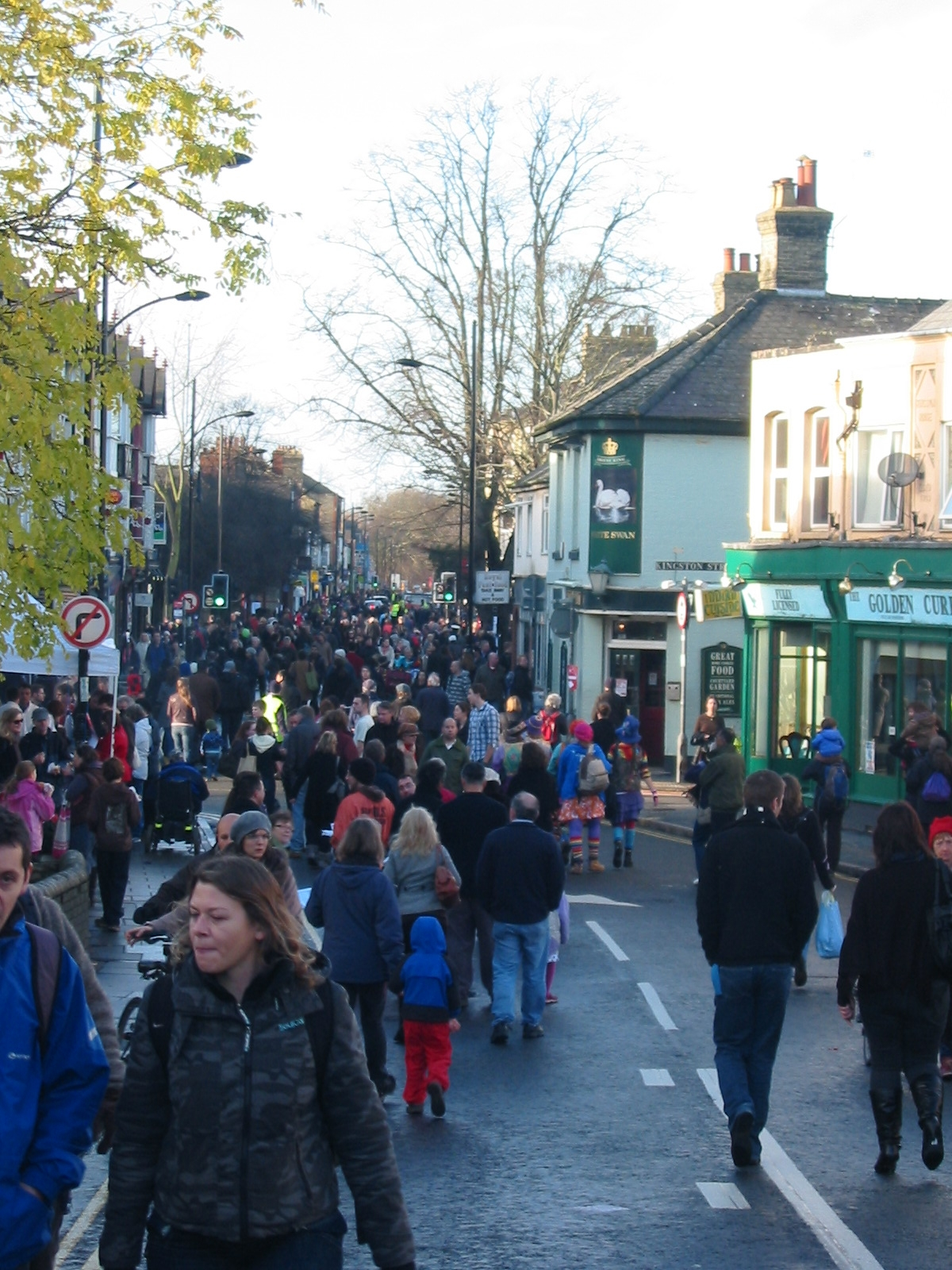